# Plotnikova
La Plotnikova (in russo Плотникова?) è un fiume della penisola di Kamčatka nell'Estremo Oriente russo. Scorre nei rajon  Elizovskij e Ust'-Bol'šereckij del Territorio della Kamčatka e sfocia nella Bol'šaja.
Il fiume ha origine dal lago Načinskoe e sfocia nel fiume Bystraja che da quel punto cambia nome in Bol'šaja (a 58 km dalla foce). La sua lunghezza è di 134 km, l'area del bacino è di 4 450 km².
Diversi insediamenti si trovano nella valle del fiume: i villaggi di Nachiki, Sokoč, Dal'nij e Apača.